# 属地
屬地（英語：或或）是附屬於主權國家，但擁有部分或全部獨立管治權力的地區。雖然沒有完整主权，但是其政治地位异于其附屬主權國的其他領土，並且多在民政、執法、司法管轄權、邊境管制等對內之政治權力上高度自主。属地往往由殖民地轉化而成，是帝國主義時代殖民風潮遺留下來的遺跡。在第二次世界大戰之後興起的殖民地及保护国獨立建國浪潮，大幅減少此類地區的數量。今天，世界上僅有少數國家還擁有屬地，或是一些因為特殊的緣故而組成的附属或合作關係（如聯繫邦）。各国对南极的主权声索因南极条约冻结。

## 属地
以下是各國属地與說明。

### 紐西蘭
- 自由結合（英語：Free Association）：自由結合是一種比較特殊的國與國關係，通常加入自由結合的國家本身已擁有自己的主權與自治能力，但與自由結合的對象國（通常是之前的殖民母國或託管國）間仍然是以簽署協約等方式保持一定的合作關係，例如外交與國防問題上的代管。這種關係與一般的自治地方不大相同，因為在自治地方中，當地政府雖然有管理內部事務的權利，但該地的主權仍屬於母國擁有，而自由結合國家的主權卻是自有的，也可視為是一種國家權限沒有完全施展的主權獨立國家。
  -  庫克群島：庫克群島目前在紐西蘭的輔助之下，逐漸地在拓展其本身的國際外交關係中，目前該國擁有完全的自主權與國際關係主導權，但在外交與國防關係上仍經常獲得紐西蘭方面的協助。
  -  纽埃
- 屬地
  -  托克勞
  -  羅斯屬地（英語：Ross Dependency）：由紐西蘭片面宣稱擁有主權的地區。

### 挪威
- 海外属地（挪威語：biland）
  -  布韦岛（挪威語：或）
  -  彼得一世岛（挪威語：Peter I Øy）：由挪威片面宣告擁有其主權，但受南極條約限制並未獲得承認。
  -  毛德皇后地（挪威語：Dronning Maud Land）：由挪威片面宣告擁有其主權，但受南極條約限制並未獲得承認。

### 英國
- 海外领地（英語：Overseas Territory）
  -  
  -  百慕大
  -  英屬印度洋領地：毛里求斯聲稱擁有主權，英國將在未來向毛里求斯移交主權。
  -  英屬維爾京群島
  -  开曼群岛
  -  福克蘭群島：阿根廷聲稱擁有主權，但並未實質控制。
  -  直布罗陀：西班牙聲稱擁有主權，但並未實質控制。
  -  
  -  皮特凯恩群岛
  -  圣赫勒拿、阿森松和特里斯坦-达库尼亚（英語：Saint Helena, Ascension and Tristan da Cunha）：由聖赫勒拿、阿森松岛和特里斯坦-达库尼亚三地组成，三地地位平等。
  -  南乔治亚和南桑威奇群岛：阿根廷聲稱擁有主權，但並未實質控制。
  -  
  -  英属南极领地：由英國片面宣稱擁有其主權，但受南極條約限制並未獲得承認，部分領土與阿根廷和智利宣稱的領土範圍重疊。
- 主权基地区（英語：Sovereign Base Area）
  -  阿克罗蒂里和泽凯利亚（英語：Akrotiri and Dhekelia）：位於塞浦路斯岛上的兩個英軍基地，主權屬於英國而非塞浦路斯，英國在塞浦路斯獨立時保留了此領土作軍事用途。
- 王权属地（英語：Crown Dependency）：主權直屬英國國王，而非英國本身。但因國防、外交、護照事務由英國處理而間接地屬於英國。
  -  根西
  -  澤西 
  -  马恩岛

### 美国
- 未合併建制領地（英語：Unincorporated Organized Territory）
  -  ：自由邦（Commonwealth在美国与State用法类似）。
  -  波多黎各：自由邦（Commonwealth在美国与State用法类似）。
  -  美屬維爾京群島：领土（Territory）。
  -  關島：领土（Territory）。
- 未合併非建制領地（英語：Unincorporated Unorganized Territory）
  -  美属萨摩亚：依据最后修订于1967年的宪法实行地方自治。
  -  美國本土外小島嶼
    - 貝克島（英語：Baker Island）
    -  豪兰岛
    -  賈維斯島
    -  強斯頓環礁
    -  金曼礁
    -  中途島
    -  ：海地聲稱擁有主權，但並未實質控制。
    -  威克岛

## 具有属地性质的政治实体
下列是在法律上与所在国主体部分具有平等地位，但因不同的原因在實際運行上具有屬地特性的地區。

### 
澳大利亚的非大陆领地统称为“外部领地”，由联邦政府直接管辖，选举归入临近的大陆州和内部领地。
- 有常住人口领地（英語：Inhabited Territory）
  -  圣诞岛- 澳屬印度洋領地
  -  科科斯（基林）群島- 澳屬印度洋領地
  -  诺福克岛
- 无常住人口领地（英語：Uninhabited Territory）
  -  亞什摩及卡地爾群島
  -  珊瑚海群島
  -  赫德岛和麦克唐纳群岛
  -  澳洲南極領地：由澳洲片面宣告擁有其主權，但受南極條約限制並未獲得国际承認。

### 中华人民共和国
- 特別行政區（英語：Special Administrative Region）：因一国两制，所以無論政治制度、教育体系、司法制度、貨幣、經濟體系、出入境事務以至道路通行方向皆有獨立規範。
  -  香港
  -  澳門

### 丹麦
- 自治领地 (丹麥語：selvstyrende område)
  -  法罗群岛
  -  格陵兰

### 芬兰
- 自治区 (瑞典語：Landskapet)：與芬蘭本土不同，以瑞典語人口為主的奧蘭群島擁有自己的自治議會、政府，以至郵政系統。
  -  奥兰

### 法國
- 海外集体（法語：collectivité d'outre-mer）：享較大自治權，並非歐盟一部分，但屬於欧元区（瓦利斯和富圖納及法屬波利尼西亞納除外）。
  -  
  -  法属圣马丁
  -  
  -  
  -  法屬玻里尼西亞（大溪地語：l）
- 特殊集體（法語：Collectivité sui generis）：享十分大自治權，並非歐盟和歐元區一部分，以太平洋法郎作法定貨幣。
  -  新喀里多尼亞
- 海外领地（法語：territoire d'outre-mer）
  -  法属南部和南极领地：由五部分组成，包括沒有常住人口的法属印度洋诸岛（与马达加斯加和毛里求斯存在主权争议），也包括南极洲的阿黛利地（受南極條約限制法国对其的主张未得到国际普遍承认）。
- 政府直管地（法語：Possession française sous l'autorité directe du gouvernement）：沒有常住人口。
  -  克利珀頓島（法語：或）

### 荷蘭
- 構成國（荷蘭語：Land）：目前整個尼德蘭王國是由尼德兰本土、阿魯巴、庫拉索與尼德屬聖馬丁四個地位平等的政治实体（構成國）组成，後三者的定位不同於一般常見的屬地關係，而是以類似英國的聯合王國架構同尼德兰本土結合在一起。
  -  阿鲁巴
  -  
  -  荷屬聖馬丁

### 挪威
- 主权受到限制的领土
  -  斯瓦尔巴：非建制地區。雖然主權完全屬於挪威，但因斯瓦尔巴条约之故在税收、國防與外交簽證上和一般挪威郡份不大相同的特殊領土。

### 美国
- 合併非建制領地（英語：Unorganized Incorporated Territory）
  -  巴尔米拉环礁原屬夏威夷群島，在夏威夷成為州時被分開。

## 列表
（不包括全境均被南极条约冻结领土要求的南极领地与有争议的 巴尔米拉环礁）
| 中文简称                                    | 中文全称                            | 英文简称                                     | ISO代碼    |
| ------------------------------------------- | ----------------------------------- | -------------------------------------------- | ---------- |
| 亞克羅提利與德凱利亞（英国）                | 亚克罗提利与德凯利亚主权基地区      | Akrotiri and Dhekelia                        |            |
| 奥兰（芬蘭）                                | 奥兰区                              | Åland                                        | AX-ALA-248 |
| 美属萨摩亚（美国）                          | 美属萨摩亚                          | American Samoa                               | AS-ASM-016 |
| （英國）                                    | 安圭拉                              | Anguilla                                     | AI-AIA-660 |
| 亞什摩及卡地爾群島（澳大利亚）              | 阿什莫尔和卡捷群岛领地              | Ashmore and Cartier Islands                  |            |
| 阿鲁巴（荷兰）                              | 阿鲁巴国                            | Aruba                                        | AW-ABW-533 |
| 贝克岛（美国）                              | 贝克岛                              | Baker Island                                 | UM-UMI-581 |
| 百慕大（英国）                              | 百慕大                              | Bermuda                                      | BM-BMU-060 |
| 布韦岛（挪威）                              | 布韦岛                              | Bouvet Island                                | BV-BVT-074 |
| 英屬印度洋領地（英国）                      | 英属印度洋领地                      | British Indian Ocean Territory               | IO-IOT-086 |
| 开曼群岛（英国）                            | 开曼群岛                            | Cayman Islands                               | KY-CYM-136 |
| 圣诞岛（澳大利亚）                          | 圣诞岛领地                          | Christmas Island                             | CX-CXR-162 |
| 克利珀頓島（法国）                          | 克利珀顿岛                          | Clipperton Island                            |            |
| 科科斯（基林）群島（澳大利亚）              | 科科斯（基林）群岛领地              | Cocos (Keeling) Islands                      | CC-CCK-166 |
| 珊瑚海群島（澳大利亚）                      | 珊瑚海群岛领地                      | Coral Sea Islands                            |            |
| （荷蘭）                                    | 庫拉索国                            | Curaçao                                      | CW-CUW-531 |
| 福克蘭群島（英国）                          | 福克兰群岛/马尔维纳斯群岛           | Falkland Islands (Islas Malvinas)            | FK-FLK-238 |
| 法罗群岛（丹麦）                            | 法罗群岛                            | Faroe Islands                                | FO-FRO-234 |
| 法屬玻里尼西亞（法国）                      | 法屬玻里尼西亞                      | French Polynesia                             | PF-PYF-258 |
| 法属南部和南极领地（法国）                  | 法属南部和南极领地                  | French Southern Lands                        | TF-ATF-260 |
| 直布罗陀（英国）                            | 直布罗陀                            | Gibraltar                                    | GI-GIB-292 |
| 格陵兰（丹麦）                              | 格陵兰                              | Greenland                                    | GL-GRL-304 |
| 關島（美国）                                | 关岛                                | Guam                                         | GU-GUM-316 |
| 根西（英国）                                | 根西                                | Guernsey                                     | GG-GGY-831 |
| 赫德岛和麦克唐纳群岛（澳大利亚）            | 赫德岛和麦克唐纳群岛领地            | Heard Island and McDonald Islands            | HM-HMD-334 |
| 香港（中国）                                | 香港特别行政區                      | Hong Kong                                    | HK-HKG-344 |
| 豪兰岛（美国）                              | 豪兰岛                              | Howland Island                               | UM-UMI-581 |
| 马恩岛（英国）                              | 马恩岛                              | Isle of Man                                  | IM-IMN-833 |
| 賈維斯島（美国）                            | 贾维斯岛                            | Jarvis Island                                | UM-UMI-581 |
| 澤西（英国）                                | 泽西行政区                          | Jersey                                       | JE-JEY-832 |
| 強斯頓環礁（美国）                          | 约翰斯顿环礁                        | Johnston Atoll                               | UM-UMI-581 |
| 金曼礁（美国）                              | 金曼礁                              | Kingman Reef                                 | UM-UMI-581 |
| 澳門（中国）                                | 澳門特别行政區                      | Macau                                        | MO-MAC-446 |
| 中途島（美国）                              | 中途岛                              | Midway Atoll                                 | UM-UMI-581 |
| （英国）                                    | 蒙特塞拉特                          | Montserrat                                   | MS-MSR-500 |
| （美国）                                    | 纳瓦萨岛                            | Navassa Island                               | UM-UMI-581 |
| 新喀里多尼亞（法国）                        | 新喀里多尼亞                        | New Caledonia                                | NC-NCL-540 |
| 诺福克岛（澳洲）                            | 诺福克岛领地                        | Norfolk Island                               | NF-NFK-574 |
| （美国）                                    | 北马里亚纳群岛联邦                  | Northern Mariana Islands                     | MP-MNP-580 |
| 皮特凯恩群岛（英国）                        | 皮特凯恩、亨德森、迪西和奥埃诺群岛  | Pitcairn Islands                             | PN-PCN-612 |
| 波多黎各（美国）                            | 波多黎各自由邦                      | Puerto Rico                                  | PR-PRI-630 |
| （法国）                                    | 聖巴泰勒米集體                      | Saint Barthelemy                             | BL-BLM-652 |
| 圣赫勒拿、阿森松和特里斯坦-达库尼亚（英国） | 圣赫勒拿、阿森松和特里斯坦-达库尼亚 | Saint Helena, Ascension and Tristan da Cunha | SH-SHN-654 |
| （法国）                                    | 圣皮埃尔和密克隆海外集体            | Saint Pierre and Miquelon                    | PM-SPM-666 |
| 法属圣马丁（法国）                          | 圣馬丁集体                          | Saint Martin                                 | MF-MAF-663 |
| 荷屬聖馬丁（荷蘭）                          | 圣馬丁                              | Sint Maarten                                 | SX-SXM-534 |
| 南乔治亚和南桑威奇群岛（英国）              | 南乔治亚和南桑威奇群岛              | South Georgia and the South Sandwich Islands | GS-SGS-239 |
| 斯瓦尔巴（挪威）                            | 斯瓦尔巴                            | Svalbard                                     | SJ-SJM-744 |
| 托克勞（新西兰）                            | 托克劳                              | Tokelau                                      | TK-TKL-772 |
| （英国）                                    | 特克斯和凯科斯群岛                  | Turks and Caicos Islands                     | TC-TCA-796 |
| 英屬維爾京群島（英国）                      | 维尔京群岛                          | Virgin Islands, British                      | VG-VGB-092 |
| 美屬維爾京群島（美国）                      | 美属维尔京群岛                      | Virgin Islands, United States                | VI-VIR-850 |
| 威克岛（美国）                              | 威克岛                              | Wake Island                                  | UM-UMI-581 |
| （法国）                                    | 瓦利斯和富图纳属地                  | Wallis and Futuna                            | WF-WLF-876 |

## 外部連結
- WorldStatesmen- includes former dependent states（页面存档备份，存于）